# Drugi rząd Ivarsa Godmanisa
Drugi rząd Ivarsa Godmanisa (łot. Godmaņa Ministru kabinets) – centroprawicowy gabinet koalicyjny rządzący Łotwą od 20 grudnia 2007 do 12 marca 2009 (od 20 lutego 2009 w stanie dymisji). Na jego czele stał Ivars Godmanis, który pełnił funkcję premiera w latach 1990–1993.

## Historia
Rząd powstał w grudniu 2007 po tym, jak poprzedni gabinet kierowany przez Aigarsa Kalvītisa został odwołany przez Sejm na skutek masowych protestów społecznych przeciwko rządom oligarchów oraz zwolnieniu przez premiera szefa Biura Zwalczania i Zwalczania Korupcji (KNAB) Aleksejsa Loskutovsa. Nowy rząd został utworzony przez cztery ugrupowania: Pierwszą Partię Łotwy/Łotewską Drogę, Partię Ludową, TB/LNNK oraz Związek Zielonych i Rolników. Teki zostały rozdzielone w następującej proporcji: LPP/LC – 4 (w tym stanowisko premiera), Partia Ludowa – 6, TB/LNNK – 3 i ZZS – 5. Sejm na posiedzeniu 20 grudnia 2007 wyraził rządowi zaufanie większością 54 głosów (przeciwko głosowało 43 deputowanych Nowej Ery, Centrum Zgody i PCTVL). Pierwsze posiedzenie rządu odbyło się 2 stycznia 2008. Rząd został odwołany przez Sejm w wyniku rozpadu koalicji rządzącej – dymisji premiera zażądały Partia Ludowa i ZZS. Od 20 lutego 2009 gabinet rządził krajem w stanie dymisji. 12 marca 2009 Sejm zatwierdził nowy rząd Valdisa Dombrovskisa.

## Skład rządu
Premier
- Ivars Godmanis (LPP/LC)

Minister obrony narodowej
- Vinets Veldre (TP)

Minister spraw zagranicznych
- Māris Riekstiņš (TP)

Minister ds. rodziny, dzieci i integracji społecznej
- Ainars Baštiks (LPP/LC, do 15 lutego 2009 jako minister ds. rodziny i dzieci)

Minister gospodarki
- Kaspars Gerhards (TB/LNNK)

Minister finansów
- Atis Slakteris (TP)

Minister spraw wewnętrznych
- Mareks Segliņš (TP)

Minister oświaty i nauki
- Tatjana Koķe (ZZS)

Minister kultury
- Helēna Demakova (TP, do 3 lutego 2009)

Minister zabezpieczenia społecznego
- Iveta Purne (ZZS)

Minister rozwoju regionalnego i samorządności
- Edgars Zalāns (TP)

Minister transportu
- Ainārs Šlesers (LPP/LC)

Minister sprawiedliwości
- Gaidis Bērziņš (TB/LNNK)

Minister środowiska
- Raimonds Vējonis (ZZS)

Minister zdrowia
- Ivars Eglītis (TP)

Minister rolnictwa
- Mārtiņš Roze (ZZS)

Minister bez teki ds. e-administracji
- Ina Gudele (ZZS, do 15 maja 2008), Signe Bāliņa (ZZS, od 15 maja 2008)

Minister bez teki ds. integracji społecznej
- Oskars Kastēns (LPP/LC, do 31 grudnia 2008)

Minister bez teki ds. pozyskiwania środków z Unii Europejskiej
- Normunds Broks (TB/LNNK, do 31 grudnia 2008)